# Break Free
Break Free é uma canção da cantora norte-americana Ariana Grande, com a participação do produtor musical alemão Zedd. Lançada pela Republic Records em 2 de julho de 2014, foi o segundo single do segundo álbum de estúdio de Grande, "My Everything" (2014). A música foi escrita por Savan Kotecha e pelos produtores Zedd e Max Martin. Musicalmente, a canção explora os gêneros EDM e electro, marcando uma mudança para Ariana Grande, cuja discografia é composta principalmente por pop e R&B.
"Break Free" alcançou a quarta posição na Billboard Hot 100 dos EUA, tornando-se o terceiro top 10 consecutivo de Grande do álbum "My Everything", após "Problem" e "Bang Bang", e seu quarto no geral. De forma similar, "Break Free" atingiu a terceira posição nas paradas ARIA Charts da Austrália, e a quinta posição na Canadian Hot 100 e na New Zealand Singles Chart. No geral, a canção alcançou o top 10 em vários países, incluindo Áustria, República Tcheca, Finlândia, Irlanda, Holanda, Noruega, Polônia, Eslováquia e Suécia, além de chegar ao top 20 na Bélgica, Dinamarca, Alemanha, Itália, Japão, Polônia, Escócia, Coreia do Sul, Espanha, Suíça e Reino Unido.
A canção foi certificada quíntupla platina pela Recording Industry Association of America (RIAA) e vendeu mais de 1,9 milhão de cópias nos Estados Unidos até 2020, tornando-se o sétimo single de Ariana Grande a ter vendido mais de um milhão. Seu videoclipe foi dirigido por Chris Marrs Piliero e homenageia filmes de ficção científica, tendo recebido mais de 1,2 bilhão de visualizações no YouTube até 2025. "Break Free" também marcou um marco na carreira de Grande, pois entrou no top 10 da Billboard Hot 100 na mesma semana em que "Problem" e "Bang Bang" estavam nas paradas. Consequentemente, ela se tornou a segunda artista feminina principal na história das paradas a ter simultaneamente três posições no top 10 da Hot 100, depois de Adele.

## Produção e composição
"Break Free" foi escrita por Savan Kotecha, Zedd e Max Martin, e produzida pelos dois últimos. A música foi originalmente pensada para Austin Mahone, mas a gravação nunca se concretizou devido a conflitos de agenda, pois Mahone estava trabalhando em seu single de 2013, "Say Somethin".
Em uma entrevista de maio de 2014, na qual falou sobre "Break Free", Zedd comentou sobre seu desejo de colaborar com Grande após ouvir sua voz pela primeira vez em um evento da Universal, onde ela cantou ao vivo. Ele disse: "Eu estava nos bastidores e ouvi alguém cantar. E eu não sabia quem era, e simplesmente disse 'Quero fazer uma música com quem quer que esteja cantando agora'. Eu não sabia quem era, e acabou sendo ela. E, felizmente, agora existe uma música!".
"Break Free" é uma faixa EDM e electro, uma mudança em relação à música tipicamente pop e R&B de Grande. Ela falou pela primeira vez sobre a colaboração em uma entrevista à Billboard no final de abril, onde descreveu a música como "fantástica e super experimental para mim" e afirmou ainda: "Nunca pensei que faria uma música EDM, mas foi uma experiência reveladora, e agora tudo o que quero é dançar." Grande mais tarde falou sobre a música no Wango Tango e compartilhou que queria que ela fosse o próximo single.
De acordo com a partitura publicada no Musicnotes.com pela Kobalt Music Services America, "Break Free" é escrita na clave de Sol menor com vocais que variam de Sol3 a Si♭5. A música apresenta duas linhas gramaticalmente incorretas, "Now that I've become who I really are" e "I only wanna die alive". Grande disse à revista Time que discordou de Martin e se recusou a cantar letras gramaticalmente incorretas, mas Martin a incentivou a fazê-lo porque "É engraçado". Esse uso seria dez anos depois comparado à música "Espresso" de Sabrina Carpenter e sua linha "That's that me espresso".

## Videoclipe
O videoclipe foi filmado de 10 a 12 de junho de 2014. Foi dirigido por Chris Marrs Piliero. Com um tema intergaláctico, Grande afirmou que o vídeo foi inspirado no filme de ficção científica Barbarella de 1968, na série Star Wars e no espaço em geral. O enredo consiste com Ariana Grande em um planeta fictício renunciando sua lealdade a um regime maligno de extraterrestres e libertando um grupo de prisioneiros de suas gaiolas. Ela subsequentemente ataca um robô gigante usando mísseis, mas o robô consegue soltar sua mão para pegá-la, levando-a ao senhor do planeta. Sua personagem consegue derrotar o vilão, e o clipe termina com Ariana e os prisioneiros que ela resgatou fugindo em uma nave espacial, festejando com a tripulação, enquanto produtos Beats by Dre são visíveis na cena. O produtor da canção, Zedd, faz uma aparição nos minutos finais do clipe.
O videoclipe estreou no YouTube em 12 de agosto de 2014. Ele ultrapassou 100 milhões de visualizações em 5 de outubro, tornando-se o terceiro videoclipe de Ariana certificado pela Vevo, depois de 'The Way' e 'Problem'. Ele fez sua estreia na televisão três dias depois no Disney Channel durante o filme "Como Criar o Garoto Perfeito". Em maio de 2019, o vídeo recebeu mais de 1 bilhão de visualizações no YouTube.

## Desempenho nas tabelas musicais

### Posições
| Tabela musical (2014)                                  | Melhor posição |
| ------------------------------------------------------ | -------------- |
| Alemanha (Media Control Charts)                        | 12             |
| Austrália (ARIA Charts)                                | 3              |
| Áustria (Ö3 Austria Top 40)                            | 5              |
| Bélgica (Ultratop 50 de Flandres)                      | 17             |
| Bélgica (Ultratop 40 da Valônia)                       | 17             |
| Brasil (Brasil Hot 100 Airplay)                        | 81             |
| Canadá (Canadian Hot 100)                              | 5              |
| Canadá (CHR/Top 40)                                    | 3              |
| Coreia do Sul (Gaon Music Chart)                       | 12             |
| Croácia (Croatian Airplay Radio Chart)                 | 18             |
| Dinamarca (Hitlisten)                                  | 19             |
| Estados Unidos (Billboard Hot 100)                     | 4              |
| Estados Unidos (Pop Songs)                             | 4              |
| Estados Unidos (Billboard Rhythmic)                    | 15             |
| Estados Unidos (Adult Pop Songs)                       | 22             |
| Estados Unidos (Dance/Mix Show Airplay)                | 1              |
| Estados Unidos (Dance/Electronic Songs)                | 1              |
| Estados Unidos (Hot Dance Club Songs)                  | 3              |
| Escócia (The Official Charts Company)                  | 12             |
| Eslováquia (IFPI Slovenská Republika)                  | 21             |
| Espanha (Productores de Música de España)              | 14             |
| França (Syndicat National de l'Édition Phonographique) | 27             |
| Finlândia (IFPI Finlândia)                             | 4              |
| Grécia (Greece Digital Songs)                          | 3              |
| Israel (Media Forest)                                  | 3              |
| Irlanda (Irish Recorded Music Association)             | 9              |
| Itália (Federazione Industria Musicale Italiana)       | 16             |
| Japão (Japan Hot 100)                                  | 19             |
| Noruega (VG-lista)                                     | 4              |
| Nova Zelândia (NZ Top 40 Singles)                      | 5              |
| Países Baixos (MegaCharts)                             | 6              |
| Polónia (Związek Producentów Audio Video)              | 9              |
| Reino Unido (UK Singles Charts)                        | 16             |
| Chéquia (IFPI Česká Republika)                         | 41             |
| Suíça (Schweizer Hitparade)                            | 14             |
| Suécia (Sverigetopplistan)                             | 6              |
| União Europeia (Euro Digital Songs)                    | 15             |
| Venezuela (Record Report)                              | 78             |

### Certificações
| País                       | Certificação |
| -------------------------- | ------------ |
| Austrália (ARIA)           | 6× Platina   |
| Alemanha (BVMI)            | 1× Platina   |
| Canadá (Music Canada)      | 4× Platina   |
| Dinamarca (IFPI Dinamarca) | Platina      |
| Espanha (PROMUSICAE)       | Platina      |
| Estados Unidos (RIAA)      | 3× Platina   |
| Itália (FIMI)              | 2× Platina   |
| Japão (RIAJ)               | Platina      |
| México (AMPROFON)          | Platina      |
| Noruega (IFPI Noruega)     | 4× Platina   |
| Nova Zelândia (RIANZ)      | Platina      |
| Países Baixos (NVPI)       | 3× Platina   |
| Reino Unido (BPI)          | Platina      |
| Suécia (IFPI Schweiz)      | 4× Platina   |